# Жемчужина Лао-цзы

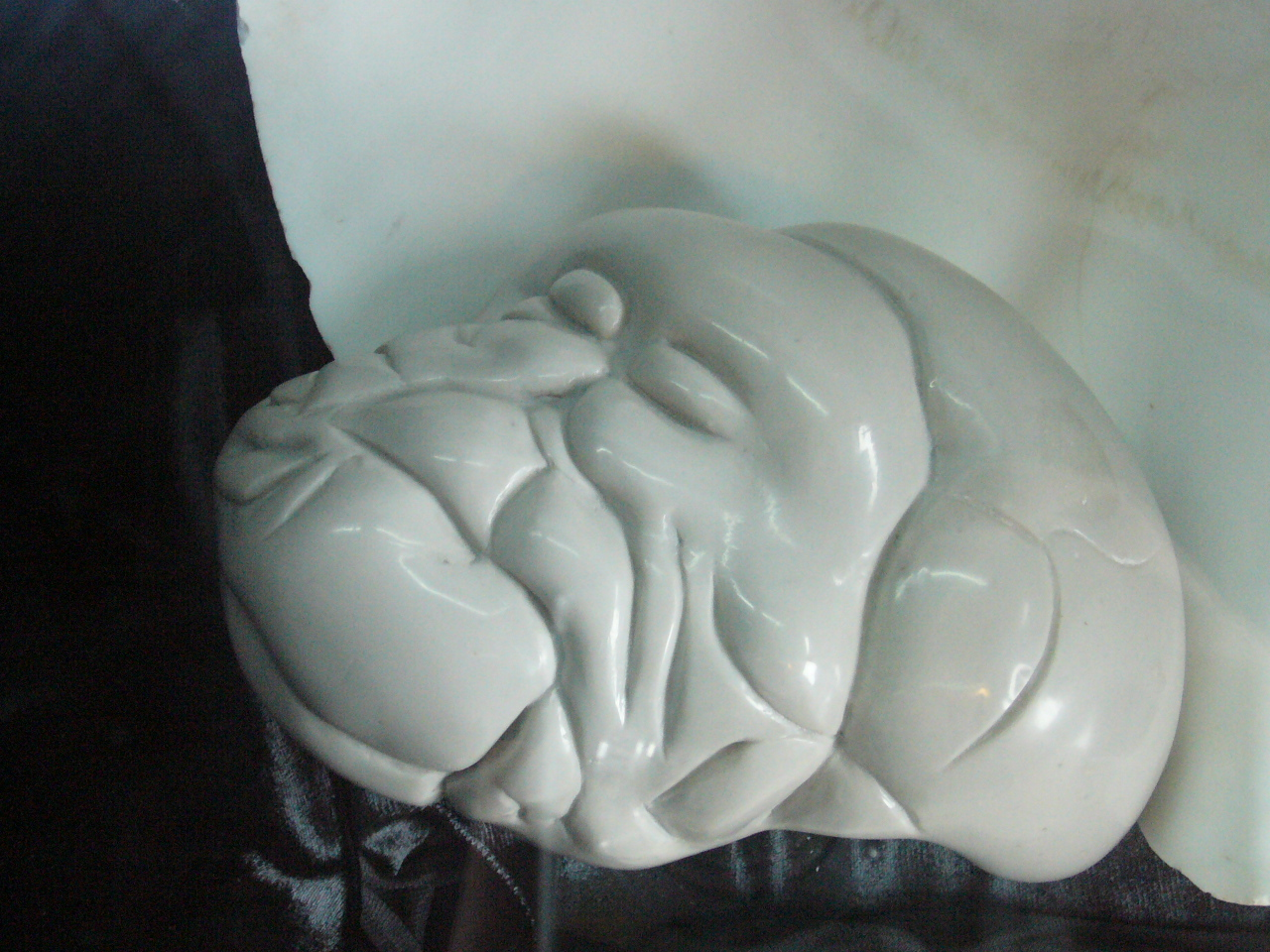
Копия жемчужины в «Aquarium Finisterrae», Ла-Корунья, Испания.

Жемчужина Лао-цзы — вторая по весу известная жемчужина в мире после жемчужины Пуэрто. Жемчужина интересной формы была найдена ловцом жемчуга 7 мая 1934 года на филиппинском острове Палаван. Она образована гигантской тридакной (Tridacna gigas). Вес жемчужины составляет 6,37 кг, диаметр — 23,8 см. Стоимость около 40 млн долларов США.